# Alfonso de Borbón y Borbón
Alfonso María Isabel Francisco Eugenio Gabriel Pedro Sebastián Pelayo Fernando Francisco de Paula Pío Miguel Rafael Juan José Joaquín Ana Zacarias Elisabeth Simeón Tereso Pedro Pablo Tadeo Santiago Simón Lucas Juan Mateo Andrés Bartolomé Ambrosio Geronimo Agustín Bernardo Candido Gerardo Luis-Gonzaga Filomeno Camilo Cayetano Andrés-Avelino Bruno Joaquín-Picolimini Felipe Luis-Rey-de-Francia Ricardo Esteban-Protomártir Genaro Nicolás Estanislao-de-Koska Lorenzo Vicente Crisostomo Cristano Darío Ignacio Francisco-Javier Francisco-de-Borja Higona Clemente Esteban-de-Hungría Ladislado Enrique Ildefonso Hermenegildo Carlos-Borromeo Eduardo Francisco-Régis Vicente-Ferrer Pascual Miguel-de-los-Santos Adriano Venancio Valentín Benito José-Oriol Domingo Florencio Alfacio Benére Domingo-de-Silos Ramón Isidro Manuel Antonio Todos-los-Santos de Borbón y Borbón (Madrid, 15 november 1866 – aldaar, 28 april 1934) was een Spaans edelman die te boek staat als de persoon met de meeste voornamen aller tijden. Hij stond kortweg bekend als Don Alfonso de Borbón y Borbón.
Alfonso was een zoon van infant Sebastiaan van Spanje en Portugal en diens tweede vrouw infante Maria Christina van Spanje. Hij weigerde een hem aangeboden hertogstitel, keerde zich af van de familie van het huis Bourbon en huwde in 1929 morganatisch met Julia Méndez y Morales, waardoor hij elke aanspraak op de Spaanse troon verloor; het huwelijk bleef kinderloos en eindigde in echtscheiding. Na de proclamatie van de Tweede Spaanse Republiek ging hij in ballingschap.
Alfonso's 88 namen (of 106 als de dubbele namen apart geteld worden) vormden het hoogtepunt van de trend in Spaanse adellijke kringen om steeds meer heiligennamen mee te geven. Die gewoonte was in de generatie van zijn overgrootvader begonnen. Zijn betovergrootvader Karel III had twee voornamen, zijn overgrootvader tien, zijn grootvader zeventien en zijn vader twaalf.